# أفيا
بلدية أبيا (بالكاتالانية: Avià) هي إحدى بلديات مقاطعة برشلونة، والتي تقع في منطقة كاتالونيا، شرق إسبانيا.
يبلغ عدد سكانها 2.108 نسمة وفقاً لإحصائية سنة (2007).